# Lyme Regis
Lyme Regis wym. ˌlaɪmˈriːdʒɪs – miasto w Wielkiej Brytanii, w Anglii w hrabstwie Dorset, położone 32 km na zachód od Dorchester, w zatoce Lyme Bay przy granicy z hrabstwem Devon.  Miasto znajduje się na terenie Wybrzeża Jurajskiego, jednego z dwóch obiektów naturalnych światowego dziedzictwa UNESCO w Wielkiej Brytanii. Znane jest z dużej ilości skamieniałości zdobiących okoliczne klify i plaże. z W 2011 ludność wynosiła 3671 mieszkańców.

## Historia
Pierwsza wzmianka o mieście pochodzi z 774 r. Miasto wzmiankowane w Domesday Book z roku 1086. Przywileje królewskie uzyskało w 1284 r. z rąk króla Edwarda I, stąd w nazwie występuje człon Regis – królewski. Prawa potwierdziła królowa Elżbieta I w 1591 r. Od wylądowania księcia Monmouth w Lyme Regis rozpoczęła się w 1685 r. rebelia Monmouth. Obecnie ośrodek wypoczynku letniego. Między innymi mieszka tu wokalista Deep Purple Ian Gillan.